# アンドレ・オナナ
アンドレ・オナナ・オナナ（André Onana Onana、1996年4月2日 - ）は、カメルーン・ンコル・ンゴク出身のサッカー選手。プレミアリーグ・マンチェスター・ユナイテッド所属。カメルーン代表。ポジションはGK。

## 経歴

### クラブ

#### 初期の経歴
サミュエル・エトーの設立した育成組織でプレーを始め、2010年に13歳でスペインに渡りFCバルセロナのカンテラ（ラ・マシア）に入団した。しかしトップチーム昇格は叶わず、2015年1月にアヤックス・アムステルダム移籍内定が発表された。なお移籍は7月の予定だったが、移籍発表の翌月に前倒しされた。

#### アヤックス
2015年2月、エールステ・ディヴィジに所属するリザーブチームの試合で加入後初出場。2017年5月、契約を2021年まで延長。
2020年10月30日、妻に処方されていた薬をアスピリンと間違えて服用し、その後の尿検査でフロセミドという禁止物質が検出され、欧州サッカー連盟は2021年2月5日、ドーピング違反で1年間の出場停止処分を科した。アヤックスとオナナは処分を不服としてCASに上訴し、9か月に短縮され、出場停止期間は2021年11月4日までとなり、処分が終わる2か月前の2021年9月4日からトレーニングを再開できる運びとなった。

#### インテル・ミラノ
2022年6月20日、インテル・ミラノのCEOであるジュゼッペ・マロッタはオナナの加入が近いことをラジオで発言。7月1日、インテル・ミラノに完全移籍で加入することが発表された。開幕当初はサミール・ハンダノヴィッチの控えに甘んじていたが、シーズン途中より正GKとして起用された。その後はCL決勝でもプレーしチームの準優勝に貢献した。

#### マンチェスター・ユナイテッド
2023年6月末で正ゴールキーパーを務めていたダビド・デ・ヘアが退団したマンチェスター・ユナイテッドから、デ・ヘアの後釜として関心を受けた。2023年7月20日、マンチェスター・ユナイテッドに移籍した。契約期間は2028年までの5年間で、1年の延長オプションが付帯する。移籍金は4380万ポンドで、340万ポンドのボーナスが付随していると報じられた。
アヤックス時代の恩師であるエリック・テン・ハフ監督と再会することの決まったオナナは、クラブの公式ウェブサイトで「マンチェスター・ユナイテッドに加入することは信じられないほどに光栄なことだ。この瞬間を手にするために、僕は人生を通して一生懸命やって来た」と話し、喜びを続けた。
加入当初は、周囲からのプレッシャーからかミスが目立ち、批判されることが多々あったが、次第にチームに適応すると絶対的な守護神へと定着。リーグ戦全38試合にフル出場し、9つのクリーンシートを記録した。

### 代表
2016年5月、A代表に初招集された。2016年9月のガボン戦でA代表初キャップ。
2022年11月、ワールドカップカタール大会のメンバーに選出され、グループリーグ初戦であるスイス戦で先発してプレーしたが、第2戦のセルビア戦ではメンバー外になるなど、監督との衝突がありチームから追放されたと報じられた。大会後の12月23日、26歳ながら代表引退を発表した。
2023年9月4日、自身のXを更新し、カメルーン代表への復帰を表明した。

## 人物
- カメルーン代表でチームメイトのファブリス・オンドアは従兄弟[23]。

## 個人成績

### クラブ
2024年5月8日現在
| クラブ             | シーズン     | リーグ戦               | リーグ戦 | リーグ戦 | 国内カップ | 国内カップ | 国際大会 | 国際大会 | その他 | その他 | 合計 | 合計 |
| クラブ             | シーズン     | ディヴィジョン         | 出場     | 得点     | 出場       | 得点       | 出場     | 得点     | 出場   | 得点   | 出場 | 得点 |
| ------------------ | ------------ | ---------------------- | -------- | -------- | ---------- | ---------- | -------- | -------- | ------ | ------ | ---- | ---- |
| ヨング・アヤックス | 2014-15      | エールステ・ディヴィジ | 13       | 0        | -          | -          | -        | -        | -      | -      | 13   | 0    |
| ヨング・アヤックス | 2015-16      | エールステ・ディヴィジ | 24       | 0        | -          | -          | -        | -        | -      | -      | 24   | 0    |
| ヨング・アヤックス | 2016-17      | エールステ・ディヴィジ | 2        | 0        | -          | -          | -        | -        | -      | -      | 2    | 0    |
| ヨング・アヤックス | クラブ通算   | クラブ通算             | 39       | 0        | 0          | 0          | 0        | 0        | 0      | 0      | 39   | 0    |
| アヤックス         | 2016-17      | エールディヴィジ       | 32       | 0        | 0          | 0          | 14       | 0        | -      | -      | 46   | 0    |
| アヤックス         | 2017-18      | エールディヴィジ       | 33       | 0        | 1          | 0          | 4        | 0        | -      | -      | 38   | 0    |
| アヤックス         | 2018-19      | エールディヴィジ       | 33       | 0        | 4          | 0          | 18       | 0        | -      | -      | 55   | 0    |
| アヤックス         | 2019-20      | エールディヴィジ       | 24       | 0        | 3          | 0          | 11       | 0        | 1      | 0      | 39   | 0    |
| アヤックス         | 2020-21      | エールディヴィジ       | 20       | 0        | 0          | 0          | 6        | 0        | -      | -      | 26   | 0    |
| アヤックス         | 2021-22      | エールディヴィジ       | 6        | 0        | 2          | 0          | 2        | 0        | -      | -      | 10   | 0    |
| アヤックス         | クラブ通算   | クラブ通算             | 148      | 0        | 10         | 0          | 55       | 0        | 1      | 0      | 214  | 0    |
| インテル・ミラノ   | 2022-23      | セリエA                | 24       | 0        | 3          | 0          | 13       | 0        | 1      | 0      | 41   | 0    |
| インテル・ミラノ   | クラブ通算   | クラブ通算             | 24       | 0        | 3          | 0          | 13       | 0        | 1      | 0      | 41   | 0    |
| マンユナイテッド   | 2023-24      | プレミアリーグ         | 35       | 0        | 6          | 0          | 6        | 0        | 0      | 0      | 47   | 0    |
| マンユナイテッド   | クラブ通算   | クラブ通算             | 35       | 0        | 6          | 0          | 6        | 0        | 0      | 0      | 47   | 0    |
| キャリア通算       | キャリア通算 | キャリア通算           | 246      | 0        | 19         | 0          | 74       | 0        | 2      | 0      | 341  | 0    |

### 代表
- 国際Aマッチ 38試合0得点（2016年 - ）[24]

| カメルーン代表 | 国際Aマッチ | 国際Aマッチ |
| 年             | 出場        | 得点        |
| -------------- | ----------- | ----------- |
| 2016           | 1           | 0           |
| 2017           | 1           | 0           |
| 2018           | 6           | 0           |
| 2019           | 8           | 0           |
| 2020           | 2           | 0           |
| 2021           | 2           | 0           |
| 2022           | 14          | 0           |
| 2023           | 3           | 0           |
| 2024           | 1           | 0           |
| 通算           | 38          | 0           |

## タイトル

### クラブ
アヤックス
- エールディヴィジ：2018-19, 2020-21, 2021-22
- KNVBカップ：2018-19, 2020-21
- ヨハン・クライフ・スハール：2019

インテル・ミラノ
- コッパ・イタリア：2022-23
- スーペルコッパ・イタリアーナ：2022

マンチェスター・ユナイテッド
- FAカップ：2023-24

### 個人
- 最優秀アフリカ人GK賞: 2018